# Zoltan Elek
Zoltan Elek é um maquiador estadunidense. Venceu o Oscar de melhor maquiagem e penteados na edição de 1986 por Mask, ao lado de Michael Westmore.